# Adriaport
Adriaport byl navržený československý umělý poloostrov v Jaderském moři na pobřeží Slovinska, poblíž italského přístavu Terst. Součástí záměru byla i 410 km dlouhá železniční trať z Českých Budějovic, z níž 350 km mělo vést v tunelech (tzv. tunel na Jadran). Na stavbu ostrova měl být použit materiál vytěžený při stavbě tunelu. Nový ostrov měl mít i přístav. Původní záměr projektu byl obchodní, počítalo se však i s rekreačním využitím a rozvojem turismu.

## Historie
Se záměrem přišel vizionář profesor Karel Žlábek, který se jím zabýval již od konce druhé světové války. V roce 1967 svoji ideu představil na Florida State University, v roce 1975 ji oficiálně navrhl v Československu. V roce 1979 záměr odborně prověřila společnost Pragoprojekt. Byl vyhodnocen jako reálný, přičemž cena za výstavbu byla odhadnuta na 300 miliard korun. Traduje se, že realizaci zablokoval Sovětský svaz, oficiálně byl projekt zastaven z finančních důvodů.